# Estocolmo (Saskatchewan)
Estocolmo (del inglés: Stockholm) es una comunidad ubicada en la parte sureste de la provincia canadiense de Saskatchewan, ubicada a 70 km (43 millas) al sur de Yorkton a lo largo de las carreteras 9 y 22. Estocolmo es la sede del gobierno del municipio rural de Fertile Belt No. 183. Su nombre es en honor al de la capital de Suecia, el pueblo fue fundado en 1880 por colonos suecos, y se incorporó el 30 de junio de 1905.
Monumentos históricos en Estocolmo incluyen la Nueva Iglesia Luterana de Estocolmo (también llamada la Nueva Iglesia Evangélica Luterana Sueca de Estocolmo), que fue erigida en 1917 por inmigrantes suecos.